# جون بيرين
جون بيرين (بالإنجليزية: John Perrin) هو لاعب كرة قاعدة أمريكي، ولد في 4 فبراير 1898 في إسكانابا في الولايات المتحدة، وتوفي في 24 يونيو 1969 في ديترويت في الولايات المتحدة.

## وصلات خارجية
- جون بيرين على موقعبيزبول رفرنس.كوم (الدوري الرئيسي) (الإنجليزية)